# Escut de Masarac i Vilarnadal
L'escut oficial de Masarac i Vilarnadal té el següent blasonament:
Escut caironat: de sinople, una espasa d'argent guarnida d'or i un bàcul d'abat d'argent passats en sautor. Per timbre, una corona mural de poble.

## Història
Va ser aprovat el 15 de novembre de 1991 i publicat al DOGC el 29 del mateix mes amb el número 1524.
L'espasa i el bàcul són els atributs de sant Martí, soldat i bisbe, que és el patró del poble.